# Clube Atlético Joseense
Clube Atlético Joseense é um clube brasileiro de futebol da cidade de São José dos Campos, interior do estado de São Paulo. Foi fundado em 1º de outubro de 1998 e suas cores são o amarelo e o preto.
Atualmente, o clube disputa a Série A4 do Campeonato Paulista, equivalente ao quarto nível estadual.

## História
O Clube Atlético Joseense foi fundado em 1º de outubro de 1998, iniciando sua caminhada preocupando-se inicialmente com as categorias de base.
Seu primeiro presidente foi o empresário Paulo Pinto Cunha e o vice-presidente, Paulo Roberto Davoli. No primeiro ano de profissionalismo cuidaram do futebol os diretores Carlos Davoli, Oscar Constantino, José Teixeira e Napoleão Chagas de Oliveira. O técnico era o experiente Ademir Mello, e os preparadores físicos, José Térsio Borges e Gustavo Padula Corrêa.
Em 2001, o Atlético Joseense participou dos campeonatos nas categorias sub-20, sub-17 e sub-15 e, com seu time profissional, na Série B3 do Campeonato Paulista, quando terminou em quinto e subiu para a Série B2 do estadual. Foi a melhor campanha em um torneio da FPF. Na Copa São Paulo de Futebol Júnior, o Atlético Joseense disputou as edições de 2001 a 2004.
Em 2001, foi o primeiro colocado do grupo que tinha o Mirassol, o América de Natal e o Sousa-PB, depois eliminou em jogo "extra" o Osasco e foi para as oitavas de final, onde perdeu para o América-MG.
O clube realizou importantes parcerias, com HRM Sport's e com a Prefeitura Municipal, realizando em São José dos Campos programas sociais, buscando dar aos mais carentes a oportunidade de se tornarem mais que atletas, cidadãos. Por isso, mantém convênios com escolinhas de futebol da cidade que ficam em bairros afastados, além de ter um acordo com a Secretaria de Esportes com as equipes sub-15 e sub-17, desde 2003.
Em suas categorias de base, o clube também obteve sucesso nos torneios estaduais da FPF. No ano de 2002, a categoria sub-20 chegou às quartas-de-final do Campeonato Paulista, feito igualado pela categoria sub-15 em 2006, quando conseguiu derrotar equipes como o São José, Bragantino e Taubaté. Outro convênio que o clube mantém é com o Centro de Orientação de Jovens Japoneses Brasileiros (COJB), clube japonês que envia garotos para realizar estágios com um ano de duração.
Em 2012, garantiu acesso à Série A3 do Campeonato Paulista, a ser disputada pela primeira vez em sua história no ano de 2013.
No dia 31 de janeiro de 2014 mudou oficialmente seu nome para São José dos Campos Futebol Clube. O clube passou a ter esse nome para se identificar melhor com a cidade, segundo seu presidente na época, Nelson Guanaes.
Em outubro de 2017, após 3 anos da alteração do seu nome, o atual presidente Manoel Monteiro e a diretoria do clube decidiram voltar ao nome de origem devido à divergências por semelhança a outro clube da cidade (São José Esporte Clube), mais antigo e tradicional. Devido a mudança a cidade virou de vez as costas para o Tigre, que é chamado até hoje pelos torcedores da cidade de genérico.
Em fevereiro de 2022, o clube retomou às atividades profissionais.

## Mascote
Quando da criação do clube houve uma preocupação clara em se fazer um trabalho de marketing correto. Assim, foi criada uma logomarca moderna com o escudo; além disso, o "mascote" desenhado foi um tigre, com garras bem afiadas. Portanto, o clube também é conhecido como o Tigre do Vale.

## Estádio
O Estádio Martins Pereira foi inaugurado no dia 15 de março de 1970, com o jogo amistoso entre Atlético/MG e Internacional/RS, vencido pelo time mineiro por 1 a 0. O gol foi marcado por Dadá Maravilha, aos 29 minutos do primeiro tempo. Atualmente o estádio tem capacidade para cerca de 16 mil torcedores.

## Campanhas de destaque
| DESTAQUES                             | DESTAQUES          |
| Competição                            | Resultados         |
| ------------------------------------- | ------------------ |
| Campeonato Paulista – Segunda Divisão | 4° colocado (2012) |

| Aumento | Promovido à divisão superior |

## Estatísticas

### Participações
| Aumento | Promovido à divisão superior  |
| Baixa   | Rebaixado à divisão inferior  |
| Inativo | Licenciamento no ano seguinte |

|  | Participações em 2025 |

| Competição | Competição         | Temporadas | Melhor campanha       | Anos                              | A | R |
| São Paulo  | Série A3           | 5          | 8º colocado (2014)    | 2013-2017                         | – | 1 |
| São Paulo  | Série A4           | 14         | 4º colocado (2012)    | 2005-2012 , 2018-2019 e 2022-2025 | 1 | – |
| São Paulo  | Segunda Divisão    | 3          | 23º colocado (2004)   | 2002-2004                         | – | – |
| São Paulo  | Série B3 (extinta) | 1          | 12º colocado (2001)   | 2001                              | 1 |   |
| São Paulo  | Copa Paulista      | 2          | 1ª fase (2013 e 2016) | 2013 e 2016                       |   |   |

## Símbolos

### Escudo
| Evolução do Escudo do Clube Atlético Joseense | Evolução do Escudo do Clube Atlético Joseense | Evolução do Escudo do Clube Atlético Joseense | Evolução do Escudo do Clube Atlético Joseense | Evolução do Escudo do Clube Atlético Joseense | Evolução do Escudo do Clube Atlético Joseense | Evolução do Escudo do Clube Atlético Joseense | Evolução do Escudo do Clube Atlético Joseense | Evolução do Escudo do Clube Atlético Joseense |
| 1998 – 2005                                   | 2005 – 2014                                   | 2014 – 2017                                   | 2017 – atual                                  |                                               |                                               |                                               |                                               |                                               |
| --------------------------------------------- | --------------------------------------------- | --------------------------------------------- | --------------------------------------------- | --------------------------------------------- | --------------------------------------------- | --------------------------------------------- | --------------------------------------------- | --------------------------------------------- |